# Rhyacophila amasarica
Rhyacophila amasarica là một loài Trichoptera trong họ Rhyacophilidae. Chúng phân bố ở miền Cổ bắc.